# 沖駅
沖駅（おきえき）は、石川県小松市沖町に存在した北陸鉄道小松線の駅（廃駅）である。

## 概要
正式な開業の前に臨時駅として営業していた時期があり、その名残で打越駅の駅名標は1980年（昭和55年）頃まで隣駅の表示が「こまつ（おき）」とされていた。

## 歴史
- 1960年（昭和35年）4月1日：北陸鉄道小松線の駅として開業。
- 1986年（昭和61年）6月1日：小松線全線廃止により廃駅。

## 駅構造
単式ホーム1面1線の無人駅で、ホームは線路の南側に位置していた。駅開設当時の主力車両で乗降口にステップがないモハ1000形に合わせるため、ホーム面は他の駅よりも高く作られていた。

## 利用状況
1979年（昭和54年）当時の乗降客数は、一日平均200人であった。

## 廃止後
跡地は2車線道路となっている。

## 隣の駅
北陸鉄道
小松線
小松駅 - 沖駅 - 打越駅